# (466797) 2015 BS58
(466797) 2015 BS58 es un asteroide perteneciente al cinturón de asteroides, descubierto el 9 de marzo de 2011 por el equipo Spacewatch desde el Observatorio Nacional de Kitt Peak (Arizona, Estados Unidos).